# Antigua estación de Málaga
La antigua estación de Málaga fue la principal terminal ferroviaria que funcionó en la ciudad española de Málaga durante casi un siglo y medio. Constituía la terminal de la línea Córdoba-Málaga y permitía el enlace ferroviario de la ciudad con el resto de España, así como con el puerto malagueño. 
Construida originalmente durante la década de 1860, con el tiempo se conformó a su alrededor un importante complejo ferroviario que disponía de numerosas instalaciones, como depósito de locomotoras, talleres, cocheras, almacenes de mercancías y una extensa playa de vías. La estación de Málaga llegó a ser en su época una de las más importantes de la región andaluza, contando con conexiones ferroviarias a Córdoba, Sevilla, Utrera, Granada, Linares o Algeciras. Tras su derribo parcial, en 2003, en la actualidad sus funciones han sido asumidas por la moderna estación de Málaga-María Zambrano.

## Historia

### Construcción
Desde la década de 1850 hubo iniciativas para establecer un ferrocarril que conectase Málaga con Córdoba, en el valle del Guadalquivir. No sería hasta 1861, año en que se constituyó la Compañía del Ferrocarril de Córdoba a Málaga, que se materializaron estos planes y se puso en marcha la construcción de dicha línea férrea. También se emprendió la construcción de una estación en Málaga. Las primitivas instalaciones fueron inauguradas en septiembre de 1862, en un acto que contó con la presencia de la reina Isabel II. En aquel momento la estación era más de carácter provisional, con una estructura más parecida a la de un apeadero. Las obras fueron llevadas a cabo por la Sociedad del Ferrocarril de Córdoba a Málaga, siendo completada la estación algún tiempo después. Finalmente, la línea Córdoba-Málaga sería inaugurada en 1865, permitiendo la conexión con otras capitales andaluzas. La estación se encontraba situada en el punto kilométrico 192,389 del citado ferrocarril.

### Evolución

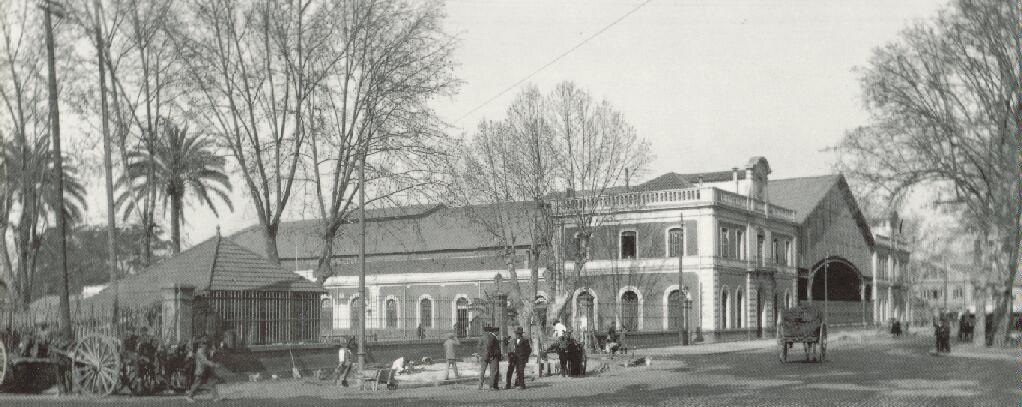
La antigua estación de «Andaluces» en Málaga, en una imagen de los años 1940.

En 1877 la estación pasó a manos de la recién creada Compañía de los Ferrocarriles Andaluces, entre cuyos accionistas estaba Loring. Pasado un tiempo la nueva propietaria decidió instalar en el complejo ferroviario de Málaga los talleres principales de la red de «Andaluces», lo que aumentó la importancia de la estación. También se estableció un depósito de locomotoras, que fue el depósito titular para la línea Córdoba-Málaga. Además, en 1888 construyó un ramal que iba de la estación al puerto. En 1936, durante la Segunda República, «Andaluces» fue incautada por el Estado debido a sus problemas económicos, y asignada la gestión de sus infraestructuras a la Compañía Nacional de los Ferrocarriles del Oeste. Esta situación no duró mucho, ya que en 1941, con la nacionalización de todos los ferrocarriles de ancho ibérico, la estación pasó a manos de RENFE. Bajo su gestión se sustituyó paulatinamente la tracción vapor por máquinas diésel y eléctricas —tras electrificar la línea Córdoba-Málaga—.
Desde 1975, tras la inauguración de la línea Málaga-Fuengirola, la estación dispuso de servicios de Cercanías que la unían con Fuengirola y otras localidades.
Siguiendo la estela del Primer Plan de Modernización de Estaciones emprendido por RENFE entre 1986 y 1990, las instalaciones de Málaga fueron sometidas a un remozamiento general durante el año 1989. El andén principal fue reformado para que ejerciera como patio de viajeros, al tiempo que se creó un jardín artificial junto a la entrada.
De cara a la construcción de la línea de alta velocidad Córdoba-Málaga, tras el año 2000 se procedió a acondicionar Málaga para la llegada de la nueva línea férrea y construir una nueva estación de ferrocarril. A partir de 2003 comenzaron las obras, siendo inaugurada en noviembre de 2006 la nueva estación de María Zambrano. Como consecuencia de los trabajos emprendidos, buena parte del antiguo recinto ferroviario fue derruido o modificado, con excepción de algunas partes que sí fueron conservadas.

## Características
La estación de Málaga constituía un amplio complejo ferroviario, en que existían un gran número de instalaciones. Además del monumental edificio de viajeros, existían un depósito de locomotoras, talleres, depósitos de agua, oficinas de administración, muelles de mercancías, playa de vías, etc. Las instalaciones técnicas se encontraban situadas a un lado de las vías, al norte, mientras que los muelles de carga y las instalaciones de mercancías se encontraban al otro lado, al sur de la estación.
Históricamente, en Málaga se situaba el depósito titular de locomotoras de la línea Córdoba-Málaga, del cual dependían las reservas de locomotoras de Bobadilla y La Roda. Dicho depósito contaba con una rotonda giratoria de 18 metros de diámetro y con unas amplias cocheras —con diecinueve vías bajo cubierta, una vía al descubierto y dos vías de acceso—. Estas instalaciones se completaban con unos talleres para la reparación de locomotoras, situados junto a las cocheras y con dos vías de acceso.

### Edificio de viajeros

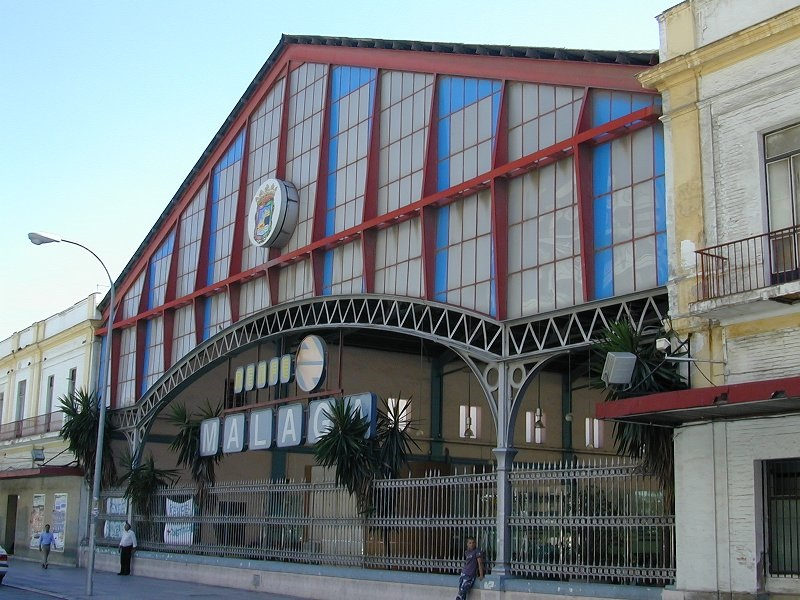
La marquesina de la estación de Málaga, antes de su retirada en 2003

La estación de Málaga era de carácter terminal, construida en fondo de saco. Entre las vías y andenes se hallaban dos pabellones de doble piso que albergaban oficinas, despacho de billetes, salas de espera, etc. La playa de vías se encontraba cubierta por una marquesina metálica, que también presidía la fachada. Dicha  fue levantada en 1863 por el ingeniero Antonio Arriate. Tras el derribo de la estación, en la actualidad solo se conservan los citados pabellones, que están protegidos como Bienes de Interés Cultural (BIC).
La retirada de la histórica marquesina, en octubre de 2003, generó una larga polémica ante la oposición de diversas entidades. La Junta de Andalucía la inscribió en el Catálogo del Patrimonio Histórico Andaluz en 2005, si bien para aquella fecha ya había sido retirada. Coincidiendo con la celebración del 150 aniversario de la llegada del ferrocarril a Málaga, en 2015, la comisión de Urbanismo del Ayuntamiento de Málaga aprobó su restauración y recuperación para ubicarla en un lugar cercano a donde se encontraba. Sin embargo, el Ayuntamiento más tarde declaró no tener espacio para ello, mientras la marquesina se encuentra en los almacenes municipales.